# Plebiscito sobre el voto en el exterior en Uruguay
El voto en el exterior en Uruguay, entendido como la habilitación a los ciudadanos de ese país a emitir su sufragio desde todo país extranjero donde residan o se encuentren, no está contemplada actualmente por la constitución. El 25 de octubre de 2009 se plebiscitó junto con las elecciones presidenciales, una reforma constitucional tendiente a modificar esta situación, aunque finalmente no alcanzó los votos necesarios para ser aprobada.

## Historia y trámite parlamentario

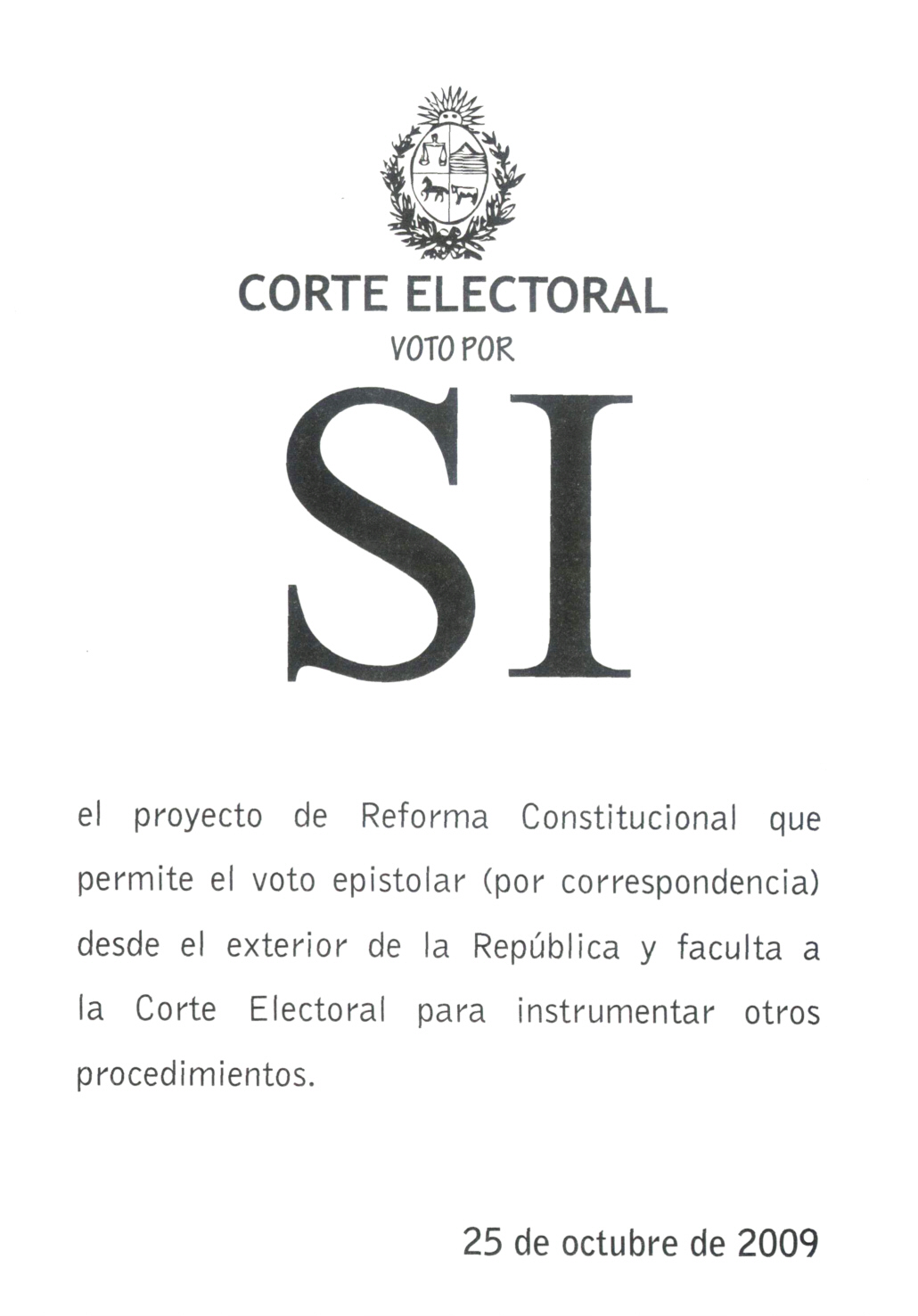
Papeleta por el "Si" a la habilitación del Voto Epistolar.

La habilitación del voto a distancia desde el exterior ha sido largamente buscada por distintas organizaciones sociales y por la izquierda uruguaya. El Frente Amplio intentó por varios mecanismos lograr la aprobación de leyes que habilitaran alguna forma de voto en el exterior, como el proyecto de voto consular presentado el 15 de noviembre de 2000, la propuesta de reforma constitucional presentada por el senador José Korzeniak en 2004, o la iniciativa de recolectar firmas propuesta por Carlos Pita, aunque ninguna de estas iniciativas terminó prosperando.
Luego de las elecciones presidenciales de 2004, en las cuales el Frente Amplio obtuvo el gobierno y la mayoría parlamentaria se empezó a analizar la posibilidad de habilitar el voto por correo o epistolar.
En ese marco, el partido de gobierno presentó un proyecto de ley en el año 2005, que habilitaba el voto desde el exterior. Después de dos años de trámite parlamentario, y a pesar de los esfuerzos realizados para negociar la iniciativa con la oposición, la votación del mismo resultó negativa. La razón es que a pesar de que el Frente Amplio tenía mayoría parlamentaria, no alcanzaba los 3/5 de votos necesarios para modificar el régimen electoral y la oposición de blancos y colorados mantuvieron su histórica posición en contra.

### Plebiscito de la norma
El 1 de abril de 2009, con la firma de 63 legisladores del Frente Amplio, se habilitó en el parlamento uruguayo una iniciativa legislativa que se plebiscitó junto con las elecciones presidenciales de ese año, que de haberse aprobado, hubiera permitido a los ciudadanos uruguayos habilitados para votar, ejercer el sufragio desde cualquier país donde residan o se encuentren, por la vía epistolar en elecciones, plebiscitos, o referendos. Dicha enmienda no alcanzó los votos necesarios en las elecciones nacionales de octubre de 2009, por lo que la situación del voto a distancia de los uruguayos residentes en el exterior siguió incambiada. 

#### Encuestas de opinión
En el marco del plebiscito para la habilitación del voto en el exterior, distintas encuestadoras han publicado las preferencias de los uruguayos respecto a esta consulta popular.
| Encuestas de opinión            |                                                    |                                                          |
| Fuente                          | Fecha                                              | Resultados                                               |
| Cifra González Raga & Asociados | Entre el 16 y 18 de octubre de 2009                | Permitir 48%, no permitir 46%, no sabe 6%                |
| Grupo Radar                     | Entre el 10 y el 18 de octubre de 2009             | Permitir 43%, no permitir 35%, no sabe o no contesta 22% |
| Interconsult                    | Octubre de 2009                                    | Permitir 49%, no permitir 43%, no sabe 9%                |
| Cifra González Raga & Asociados | Entre el 26 y 28 de septiembre de 2009             | Permitir 51%                                             |
| Cifra González Raga & Asociados | Entre el 29 de agosto y el 1 de septiembre de 2009 | Permitir 52%, no permitir 45%, no sabe 3%                |
| Factum                          | Agosto de 2009                                     | Permitir 56%, no permitir 38%, no sabe 6%                |
| Equipos Mori                    | Agosto de 2009                                     | Permitir 54%, no permitir 36%, no sabe 10%               |
| Cifra González Raga & Asociados | Entre el 25 y 29 de julio de 2009                  | Permitir 50%, no permitir 46%, no sabe 4%                |
| Interconsult                    | Entre el 12 y 16 de marzo de 2009                  | Permitir 45%, no permitir 49%, no sabe 6%                |

#### Resultado
En el plebiscito celebrado el 25 de octubre de 2009, 862.454 sufragantes (37,42%) votaron a favor de habilitar la enmienda constitucional para habilitar el voto en el exterior. Por consiguiente, la enmienda propuesta se dio por rechazada, ya que necesitaba más de 50% de los votos emitidos para ser aprobada.
|                | Voto epistolar | Voto epistolar |
| Departamentos  | SI             | NO             |
| -------------- | -------------- | -------------- |
| Artigas        | 28,78%         | 71,22%         |
| Canelones      | 39,75%         | 60,25%         |
| Cerro Largo    | 31,40%         | 68,60%         |
| Colonia        | 30,13%         | 69,87%         |
| Durazno        | 25,69%         | 74,31%         |
| Flores         | 23,15%         | 76,85%         |
| Florida        | 29,43%         | 70,57%         |
| Lavalleja      | 22,70%         | 77,30%         |
| Maldonado      | 32,38%         | 67,62%         |
| Montevideo     | 44,47%         | 55,53%         |
| Paysandú       | 35,69%         | 64,31%         |
| Río Negro      | 31,05%         | 68,95%         |
| Rivera         | 25,63%         | 74,37%         |
| Rocha          | 31,07%         | 68,93%         |
| Salto          | 35,62%         | 64,38%         |
| San José       | 31,99%         | 68,01%         |
| Soriano        | 32,69%         | 67,31%         |
| Tacuarembó     | 28,80%         | 71,20%         |
| Treinta y tres | 27,98%         | 72,02%         |
| Total          | 37,42%         | 62,58%         |